# 阜阳职业技术学院
阜阳职业技术学院位于安徽省阜阳市颍州区阜南路465号，前身系1981年经安徽省人民政府批准设置的阜阳教育学院。 2001年经国务院授权，安徽省人民政府批准改制转型为阜阳职业技术学院。2009年，阜阳建筑学校并入。2013年9月，阜阳卫生学校并入。